# Lynne Jolitz
Lynne Jolitz, née Lynne Greer, est une informaticienne et entrepreneuse américaine principalement connue pour la création du système d'exploitation 386BSD.

## Biographie
Lynne Greer nait le 30 juin 1961. Étudiante en physique à l'Université de Berkeley (dont elle est diplômée d'un Bachelor of Arts en physique en 1989) la plupart de ces amis étudient l'informatique et l'y initie, à tel point qu'elle devient trésorière d'une association d'informatique de la l'université (la Computer Science Undergraduate Association). Puis la programmation d'un PDP-11 dans un laboratoire de physique la font définitivement basculer dans le monde de l'informatique. Elle participe à des concours de programmation et d'algorithmique et se forge sa méthode de conception et de programmation, basée sur une approche rigoureuse et scientifique des problèmes.
Avec son mari William Jolitz, elle crée le système d'exploitation 386BSD, qui devient le premier système d'exploitation open source basé sur UNIX à être distribué par Internet. Le couple travaille à partir de la Berkeley Software Distribution (la BSD) dès la fin des années 1980 en ciblant les architectures à base de processeur i386. Il publie une première version le 17 mars 1991, puis une deuxième version le 14 juillet 1992. Celle-ci est alors trente-cinq fois plus légère  qu'une distribution Unix et est téléchargeé deux-cent cinquante mille fois.
Elle poursuit sa carrière dans le développement des technologies internet et fonde sa propre startup en 2003, ExecProducer, qui développe un outil de production automatique de clips vidéos à partir de rushes,. Puis elle poursuit ses travaux au sein de la startup CoolClip network. Elle est l'auteur de nombreux articles sur le sujet notamment pour les magazines Byte et Dr. Dobb's Journal (en),,.

## Vie privée
Lynne Jolitz a trois enfants avec son mari Williams : Rebecca, Benjamin et Sarah.